# Igor Antón
Igor Antón Hernández (* 2. März 1983 in Galdácano, Spanien) ist ein ehemaliger baskischer Radrennfahrer.

## Karriere
Zum Saisonende 2004 debütierte Anton als Stagiaire im Team Euskaltel-Euskadi und erhielt ab der Saison 2005 einen regulären Vertrag. Mit dem Giro d’Italia 2005 bestritt er seine erste Grand Tour und beendete das Rennen als 83.
2006 gewann Igor Antón als 23-Jähriger die bergige 16. Etappe der Vuelta a España und belegte den 15. Platz in der Gesamtwertung. Im darauffolgenden Jahr gewann er eine Bergankunft der Tour de Romandie und wurde Siebter der Gesamtwertung. Seine erste Tour de France beendete er nach der elften Etappe, fuhr aber eine sehr gute Vuelta a España als Helfer von Samuel Sánchez, der die Vuelta als Dritter beendete, und erreichte im Gesamtklassement den achten Platz.
Bei der Tour de Suisse 2008 gewann Antón eine Etappe, trug mehrere Tage das Gelbe Trikot des Gesamtführenden und wurde schließlich Gesamtdritter. Bei der Vuelta a España 2008 gab er das Rennen an Position der Gesamtwertung liegend nach einem Sturz auf.
Antón gewann die Königsetappe der Vuelta a Castilla y León 2010 vor Alberto Contador und holte sich das Führungstrikot, welches er allerdings nach dem abschließenden Zeitfahren wieder an Contador abgeben musste. Antón fuhr ein sehr gutes Frühjahr bei den Ardennenklassikern mit einem vierten Platz beim Flèche Wallonne und einem sechsten bei Liège-Bastogne-Liège. Bei der Vuelta a España 2010 erreichte Antón den dritten Platz der dritten Etappe und gewann einen Tag darauf die vierte Etappe. Auf der achten Etappe hielt er den Anschluss an die Favoriten und holte sich das Führungstrikot, welches er durch eine Zeitgutschrift auf der zehnten Etappe wieder an Joaquim Rodríguez abgeben musste. Mit seinem Sieg auf der elften Etappe holte er sich dieses einen Tag später wieder zurück. Auf der 14. Etappe stürzte Antón und musste das Rennen aufgeben.
Beim Giro d’Italia 2011 gewann er die Bergankunft auf dem Monte Zoncolan und wurde 18. in der Gesamtwertung der Rundfahrt. Bei der anschließenden Vuelta a España gewann er die 19. Etappe in Bilbao im Alleingang, nachdem er sich aus einer vierköpfigen Ausreißergruppe absetzen konnte. Bei der Vuelta a España 2012 wurde er in der Gesamtwertung Neunter.
Nachdem Anton 2013 und 2014 keine besonderen individuellen Erfolge erzielt hatte, gewann er 2015 die Gesamtwertung und eine Etappe der Vuelta a Asturias. Bis zu seinem letzten Rennen, der Vuelta a España 2017, konnte er keine Rennen des internationalen Kalenders mehr gewinnen oder bedeutende Platzierungen erzielen.

## Erfolge
2004
- eine Etappe Volta a Lleida

2006
- eine Etappe Vuelta a España
- Escalada a Montjuïc

2007
- eine Etappe Tour de Romandie

2008
- eine Etappe Tour de Suisse

2009
- Subida Urkiola

2010
- eine Etappe Vuelta a Castilla y León
- eine Etappe Tour de Romandie
- zwei Etappen Vuelta a España

2011
- eine Etappe Giro d’Italia
- eine Etappe Vuelta a España
- Bergwertung Tour of Beijing

2015
- Gesamtwertung und eine Etappe Vuelta a Asturias

## „Grand Tours“-Platzierungen
| Grand Tour            | 2005 | 2006 | 2007 | 2008 | 2009 | 2010 | 2011 | 2012 | 2013 | 2014 | 2015 | 2016 | 2017 | 2018 |
| --------------------- | ---- | ---- | ---- | ---- | ---- | ---- | ---- | ---- | ---- | ---- | ---- | ---- | ---- | ---- |
| Giro d’ItaliaGiro     | 83   | –    | –    | –    | –    | –    | 18   | –    | –    | 37   | 38   | 28   | 62   | DNF  |
| Tour de FranceTour    | –    | –    | DNF  | –    | 66   | –    | –    | –    | 23   | –    | –    | –    | –    | –    |
| Vuelta a EspañaVuelta | –    | 15   | 8    | DNF  | 33   | DNF  | 33   | 9    | 20   | –    | –    | DNF  | 35   | 44   |